# Euagra angelica
Euagra angelica är en fjärilsart som beskrevs av Butler 1876. Euagra angelica ingår i släktet Euagra och familjen björnspinnare. Inga underarter finns listade i Catalogue of Life.